# گراف‌تک
گراف‌تک (انگلیسی: GrafTech) شرکت تولید صنعتی آمریکایی است، که در سال ۱۸۸۶ تأسیس شد.